# خروت‌آباد
خروت‌آباد (به انگلیسی: Kharotabad) یک منطقهٔ مسکونی در پاکستان است که در ایالت بلوچستان واقع شده‌است.